# Loriotus
Genre
Loriotus est un genre d'oiseaux Passeriformes de la famille des Thraupidae.

## Liste des espèces
Selon la classification de référence du Congrès ornithologique international (1 janvier 2024), il comporte trois espèces :
- Loriotus cristatus (Linnaeus, 1766) – Tangara à huppe ignée
- Loriotus rufiventer (Spix, 1825) – Tangara à crête jaune
- Loriotus luctuosus (d'Orbigny & Lafresnaye, 1837) – Tangara à épaulettes blanches

## Classification
Le nom valide complet (avec auteur) de ce taxon est Loriotus Jarocki, 1821.